# Bodrocká rovina
Bodrocká rovina je geomorfologický podcelek Východoslovenské roviny. Tvoří ji území podél řeky Bodrog, v jejíž blízkosti je také nejnižší bod Slovenska (94,3 m n. m.).

## Vymezení
Podcelek zabírá území v jižní části Východoslovenské roviny. Jižní okraj vymezuje státní hranice s Maďarskem, východním směrem navazují Medzibodrocké pláňavy a severním Latorická rovina a Trebišovská tabule, vše podcelky Východoslovenské roviny. Západním směrem se nad rovinu zvedají Zemplínské vrchy. 

## Chráněná území
Značná část území zasahuje do Chráněné krajinné oblasti Latorica, z maloplošných chráněných území se zde nachází chráněný areál Boršianský les a národní přírodní rezervace Tajba. 

## Osídlení
V blízkosti Bodrogu leží několik menších obcí, největším sídlem v oblasti je Streda nad Bodrogom. Velkou část podcelku tvoří niva s často zaplavovaným územím, nevhodným na zemědělské aktivity či bydlení.

## Doprava
Centrální částí prochází ze Slovenského Nového Města k Čierné nad Tisou silnice I/79, v její blízkosti vede i důležitá železniční trať Košice–Čop.